# The Legend of Robin Hood
The Legend of Robin Hood (litt. : La Légende de Robin des bois) est une courte série télévisée de la BBC de 1975 qui raconte la vie de Robin des Bois.

## Histoire
Robin a été élevé comme le fils de John Hood, un jardinier, mais apprend qu'il est en fait le fils disparu du comte de Huntingdon. Il entre en conflit avec des comploteurs voulant remplacer le roi Richard Ier par son frère le prince Jean et impliquant le shérif de Nottingham et Sir Guy de Gisbourne. 

## Diffusion
La série a été diffusée le dimanche après-midi à l'heure du thé ; elle contenait une quantité surprenante de violence réaliste, y compris une scène où l'handicapé Ralph Gammon et l'adolescent Much sont lynchés par erreur. 

## Casting
- Martin Potter : Robin des Bois
- Diane Keen : Lady Marianne
- John Abineri : Sir Kenneth Neston
- William Marlowe : Sir Guy de Gisbourne
- Paul Darrow : Shérif de Nottingham
- Michael-John Jackson : Richard Cœur de Lion
- David Dixon : Prince Jean